# Yannis Tsarouchis
Yannis Tsarouchis (en griego: Γιάννης Τσαρούχης; El Pireo, 13 de enero de 1910 - Atenas, 1989) fue un pintor griego. 

## Juventud
Nació en una familia burguesa amante de la cultura francesa. Estudió en la Escuela de Bellas Artes de Atenas (1928-1934), donde tuvo como profesor a Konstantinos Parthenis, quien le instruyó en el arte de vanguardia europeo y le alejó del academicismo reinante en el arte griego del momento. También recibió clases de Photios Kontoglou, quien le inculcó el amor por el arte bizantino. Tsarouchis se sentía atraído, igualmente, por la arquitectura y los trajes populares. Junto a Dimitris Pikionis, Kontoglou y Angeliki Hatzimichali, formó parte del movimiento de artistas que reivindicaron la tradición griega en la pintura. 
Entre 1935 y 1936 viajó a Estambul, París e Italia. Le impresionará especialmente el arte del Renacimiento y el Impresionismo. Descubrió las obras de Theophilos Hatzimihail y recibió influencia de artistas como Henri Matisse y Alberto Giacometti. De Matisse valorará especialmente su capacidad de sintetizar la tradición occidental (que da prioridad al dibujo) con la oriental, que prefiere el color. 

## Primeras exposiciones
Regresó a Grecia en 1936. Sus primeros desnudos masculinos, frontales, datan de esta época. Dos años más tarde se organizó en Atenas su primera exposición individual. En 1940 participó en la Guerra Greco-Italiana. 
En 1949 se unió a otros artistas griegos (entre otros, Nikos Hadjikyriakos-Ghikas, Yannis Moralis, Nikos Nikolaou, Nikos Engonopoulos y Panayiotis Tetsis) en el grupo artístico Armos. Su carrera empezó a tener repercusión internacional: en 1951 realizó exposiciones en París y Londres en 1951 y en 1958 participó en la Bienal de Venecia. En 1967 se instaló en París. Murió en Atenas en 1989.

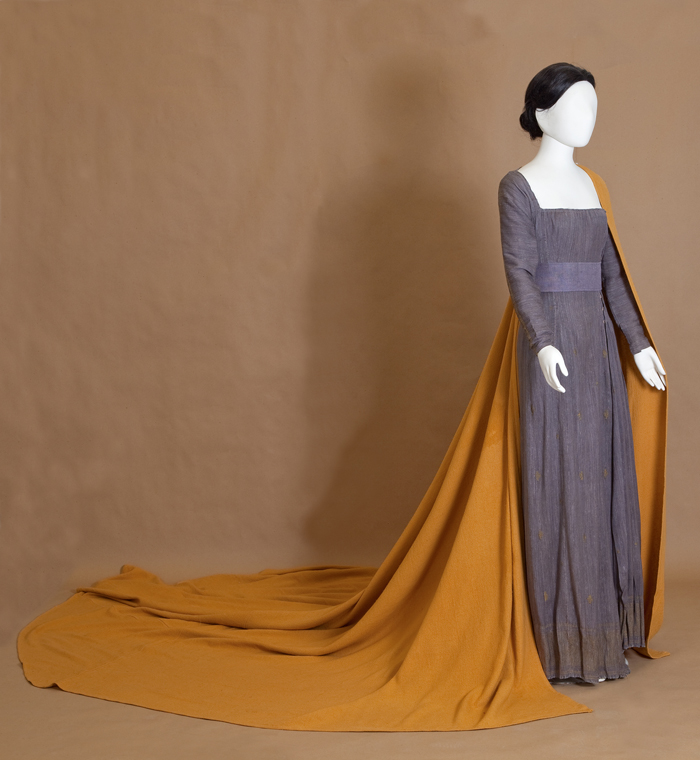
Traje del teatro por Tsarouchis (1958, Museo Fundación del Folclore del Peloponeso, Nauplia)

## Estilo
Tsarouchis retrató un mundo profundamente sensual, sobre todo masculino y homoerótico, con imágenes de hombres vulnerables. También pintó, aunque con menor frecuencia, imágenes femeninas, que en este caso suelen caracterizarse por su fortaleza. Aunque durante sus primeros años experimento con los diversos estilos de la vanguardia (Cubismo, Surrealismo, Abstracción), finalmente su estilo se decantó hacia un clasicismo realista donde se fundieron todas estas influencias.

## Museo y Fundación Tsarouchis
En 1982 se inauguró el Museo Tsarouchis de Atenas, situado en la casa-estudio del pintor del barrio de Marousi, en el n.º 28 de la calle Ploutarchou. Allí está también la sede de la Fundación que lleva el nombre del pintor, creada en 1981.